# Here Comes the Boom
Here Comes the Boom er en amerikansk komediefilm som havde verdenspræmiere i biograferne den 12. oktober. Filmen er instrueret af Frank Coraci med Kevin James i hovedrollen.

## Handling
High School-biologilæreren Scott Voss (Kevin James) tvinges til at arbejde ekstra som kamsportskæmper i et forsøg på at indsamle penge for at redde musikprogrammet på den skole han er ansat på.

## Medvirkende
- Kevin James som Scott Voss
- Salma Hayek som Bella Flores
- Henry Winkler som Marty
- Charice som Malia De La Cruz
- Bas Rutten som Niko
- Gary Valentine som Eric Voss
- Reggie Lee som Mr. De La Cruz
- Joe Rogan som sig selv
- Herb Dean som sig selv
- Mike Goldberg som sig selv
- Greg Germann som Direktor Becher
- Jason Miller som "Lucky" Patrick Murphy
- Melissa Peterman som Lauren Voss
- Bruce Buffer som sig selv
- Krzysztof Soszynski som Ken Dietrich